# 約翰·馬奧尼
查爾斯·約翰·馬奧尼（英語：Charles Jonathan Mahoney，1940年6月20日—2018年2月4日）是一位英格蘭演員，出生在西北英格蘭布萊克浦爾。他的演藝事業開始於1977年。在1993年至2004年，他在NBC情景喜劇《歡樂一家親》中飾演Martin Crane角色。他也是一位配音演員，並在百老匯和芝加哥的劇院演出。